# Hrašćina
Hrašćina è una località della Croazia, situata nella regione di Krapina e dello Zagorje.
Al censimento del 2001 registrava 1 826 abitanti, in maggioranza di etnia croata.
La cittadina è nota per essere stata il 26 maggio 1751 sede della prima caduta di un meteorite osservata da un cospicuo numero di testimoni; la meteorite di Hrašćina dimostrò che la caduta di rocce dallo spazio era effettivamente possibile.

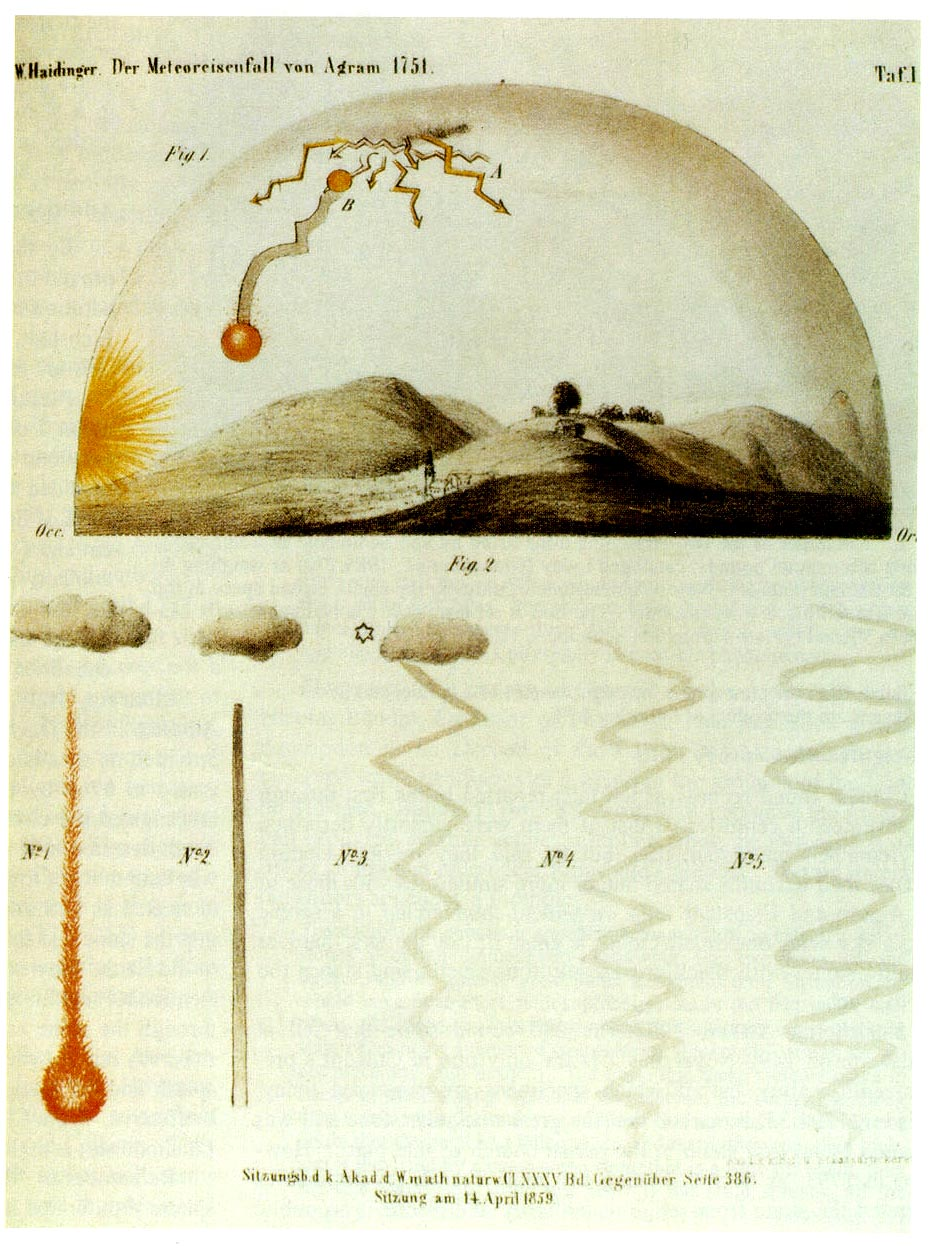
La meteorite di Hrašćina, raffigurata in un'illustrazione dell'epoca.